# Били! Б'ємо! Битимемо!
«Били! Б'ємо! Битимемо!» — радянський мальований мультфільм -плакат 1941 року, знятий у перші місяці Великої Вітчизняної війни режисером Дмитром Бабиченком. Над мультфільмом працювали три художники-мультиплікатори — Валерій Кузьмін, Олександр Біляков, Діодор Ціновський .

## Сюжет
Мультфільм пропонує нагадати історію фашистських загарбників. Зокрема, показано Льодове побоїще (1242 р.) та німецька окупація України (1918 р.). Наприкінці мультфільму оповідач впевнено пророкує перемогу СРСР над Німеччиною.

## Знімальна група
| Персона           | Професія                |
| ----------------- | ----------------------- |
| Дмитро Бабиченко  | режисер                 |
| Дмитро Бабиченко  | сценарист               |
| Валерій Кузьмін   | художник-мультиплікатор |
| Олександр Біляков | художник-мультиплікатор |
| Д. Ціновський     | художник-мультиплікатор |

## Цікаві факти
- Фраза "Били, б'ємо і битимемо" взята з пісні "Не скосити нас шаблею гострою", що звучить у фільмі " Дума про козака Голоту " (1937).
- Мультфільм знаходиться в громадському надбанні, тому що був випущений понад 70 років тому.